# Joachim (Hrdý)
Joachim, imię świeckie Roman Hrdý (ur. 8 marca 1973 w Hodonínie) – czeski biskup prawosławny.

## Życiorys
Dzieciństwo i młodość spędził razem z rodziną w Kromieryżu. Następnie rozpoczął studia na Uniwersytecie w Ołomuńcu na wydziale pedagogicznym ze specjalnościami matematyka i biologia. Przez trzy lata był również zaocznym studentem wydziału teologii prawosławnej tej samej uczelni. Ostatecznie przerwał naukę i w 1997 wyjechał do Rosji, gdzie wstąpił do Ławry Troicko-Siergijewskiej. W 1999 został wyświęcony na kapłana.
Dwa lata studiował na Moskiewskiej Akademii Duchownej, po czym wrócił do Czech i został przełożonym monasteru w Hrubej Vrbce.
W 2009 został wyświęcony na biskupa hodonińskiego, wikariusza eparchii ołomuniecko-brneńskiej. Chirotonia odbyła się w soborze św. Gorazda w Ołomuńcu.
W styczniu 2014 został mianowany arcybiskupem praskim. Intronizacja miała miejsce 1 lutego 2014 w soborze Świętych Cyryla i Metodego w Pradze. 22 listopada tego samego roku arcybiskup Joachim zapowiedział odejście z urzędu, jak również poinformował, iż nominowany na katedrę praską został ihumen Michał (Dandár). Joachim ostatecznie odszedł z urzędu w marcu 2015, przyjmując tytuł arcybiskupa beruńskiego.